# شمس وضباب (فلم)
شمس وضباب (بالإنجليزية: Sun and fog Or shams wadabab)، فيلم سينمائى درامى مصرى، إنتاج 1973 إخراج: شفيق شامية، تأليف: مصطفى بركات تمثيَل : زبيدة ثروت، يوسف شعبان، محمود المليجي، أشرف عبد الغفور، أميرة، فاروق قمر الدولة، أحمد حسين.

## قصة الفيلم
تدور أحداث الفيلم في قالب درامي رومانسي . عايدة (زبيدة ثروت) تعمل كاتبة وروائية ، ولكن كتاباتها تفتقر إلى الواقعية ، تحاول عايدة البحث عن واقع ملائم لروايتها الجديدة ، وتجد غايتها في شخص الطيار الشاب شكري (يوسف شعبان)، تحاول عايدة التغيير من طباع شكري ليطابق شخصية بطل قصتها الخيالي ، وتتوالى الأحداث حاملة معها العديد من المفاجآت والتعقيدات التي تنتظر عايدة .

## فريق العمل
- إخراج: شفيق شامية
- تأليف: مصطفى بركات
- تمثيل:
  - زبيدة ثروت ... عايدة
  - يوسف شعبان ... شكرى
  - محمود المليجي ... '
  - أشرف عبد الغفور ... '
  - أميرة ... '
  - فاروق قمر الدولة ... '
  - أحمد حسين ... '